# Gustavo Scarpa
Gustavo Henrique Furtado Scarpa dit Gustavo Scarpa, né le 5 janvier 1994 à Hortolândia au Brésil, est un footballeur international brésilien qui joue au poste de milieu offensif à l'Atlético Mineiro.

## Biographie

### Fluminense
Gustavo Scarpa passe par le centre de formation du Fluminense FC. Il fait ses débuts en pro au sein du Brasileirão (Serie A) le 1er juin 2014, face au SC Internacional. Il entre en jeu à la place de Rafael Sóbis, et la partie se termine sur un match nul de 1-1.
Il est prêté de janvier à mai 2015 au Red Bull Brasil, où il marque deux buts en 11 matchs. Il est ensuite de retour à Fluminense, où il arrive à prendre une place importante dans l'effectif de l'équipe première. Il inscrit son premier but pour son club formateur le 10 juillet 2015, en championnat, contre le Cruzeiro EC, et donne ainsi la victoire à son équipe, puisqu'il s'agit du seul but de la rencontre.

### Palmeiras
Le 15 janvier 2018, Gustavo Scarpa s'engage avec le SE Palmeiras pour un contrat de cinq ans. Il joue son premier match sous ses nouvelles couleurs en Copa Libertadores, contre l'Atlético Junior le 2 mars 2018, et son équipe s'impose sur le score de trois buts à zéro. Gustavo Scarpa devient Champion du Brésil en 2018 avec Palmeiras.
Le 26 avril 2019, il inscrit son premier doublé pour Palmeiras, lors d'une rencontre de Copa Libertadores face au FBC Melgar (0-4 score final).
Il est titulaire le 27 novembre 2021, lors de la finale de la Copa Libertadores 2021 contre Flamengo. Son équipe s'impose ce jour-là par deux buts à zéro et remporte sa deuxième Copa Libertadores d'affilée.

### Nottingham Forest
En janvier 2023, Gustavo Scarpa rejoint librement Nottingham Forest. Le transfert est annoncé dès le 4 décembre 2022, et le joueur signe un contrat courant jusqu'en juin 2026,.

### En équipe nationale
Le 26 janvier 2017, Gustavo Scarpa honore sa première sélection avec l'équipe nationale du Brésil, à l'occasion d'un match amical face à la Colombie. Il entre en jeu à la place de Lucas Lima, et son équipe s'impose 1-0.

## Palmarès
SE Palmeiras
- Champion du Brésil en 2018.
- Vainqueur de la Copa Libertadores en 2020 et 2021
- Vainqueur de la  Coupe du Brésil en 2020
- Vainqueur du Championnat de São Paulo en 2020